# Sistem tegumentar

Secțiune prin straturile pielii

Sistemul tegumentar este ansamblul de organe care formează stratul cel mai exterior al organismului animal. Acesta cuprinde pielea și anexele sale, care acționează ca o barieră fizică între mediul extern și mediul intern, având rolul de a proteja și menține structura organismului.
Sistemul tegumentar include pielea, părul, solzii, penele, copitele, ghearele și unghiile. Acesta are o varietate de funcții suplimentare: poate servi la menținerea echilibrului hidric, la protejarea țesuturilor profunde, la excreția deșeurilor și la reglarea temperaturii corpului și este locul de atașare pentru receptorii senzoriali care detectează durerea, senzația, presiunea și temperatura.